# Ezequiel Garay
Ezequiel Marcelo Garay González (* 10. října 1986, Rosario, Argentina) je bývalý argentinský fotbalový obránce a reprezentant, naposledy působil v klubu Valencia CF.

## Klubová kariéra

### Real Madrid
Racing de Santander prodal Garaye 18. května 2008 do Realu Madrid, v sezóně 2008/09 ho měl však ještě na hostování. V sezóně 2010/11 ho portugalský trenér královského klubu José Mourinho využil jen v pěti ligových zápasech, většinou plnil roli čtvrtého stopera. Zahrál si ve finále španělského fotbalového poháru Copa del Rey 2010/11, nastoupil v úplném závěru prodloužení ve 119. minutě, Real porazil Barcelonu 1:0.

### Benfica Lisabon
Benfica Lisabon potvrdila 5. července 2011 dohodu o přestupu hráče za 5,5 milionu eur z Realu. Garay podepsal čtyřletý kontrakt.
V Evropské lize 2012/13 se s klubem probojoval až do finále proti anglickému celku Chelsea FC. V semifinále 2. května v odvetném zápase s tureckým Fenerbahçe SK odehrál kompletní počet minut. Benfica zvítězila 3:1, smazala prohru 0:1 z prvního zápasu v Istanbulu a postoupila do finále, kde podlehla Chelsea FC 1:2 gólem z nastaveného času. Garay nastoupil v základní sestavě.
S Benficou nepostoupil ze základní skupiny C do vyřazovacích bojů Ligy mistrů 2013/14, portugalský tým v ní obsadil třetí místo. Benfica nicméně pokračovala v Evropské lize 2013/14, kde se propracovala po roce opět do finále. V něm opět prohrála, tentokrát v penaltovém rozstřelu 2:4 (0:0 po prodloužení) se španělským týmem Sevilla FC. Garay odehrál kompletní finálový duel.

### Zenit Petrohrad
V červnu 2014 podepsal pětiletou smlouvu s ruským klubem Zenit Petrohrad, který za něj vyplatil Benfice 6 milionů eur.

### Valencia CF
Po dvou letech v Zenitu Petrohrad přestoupil 31. srpna 2016 do španělského mužstva Valencia CF.
V březnu 2020 u něj byla, stejně jako u mnoha dalších hráčů a členů realizačního týmu Valencie, potvrzena nákaza nemocí covid-19. Stalo se tak po osmifinálovém utkání probíhajícího ročníku Ligy mistrů proti Atalantě, který se konal v Miláně.

## Reprezentační kariéra

### Mládežnické reprezentace
Zúčastnil se Mistrovství světa hráčů do 17 let 2003 ve Finsku, kde Argentina porazila v zápase o bronzovou medaili Kolumbii 5:4 v penaltovém rozstřelu (Ezequiel svůj pokus v rozstřelu proměnil). Garay jednou skóroval 13. srpna proti Austrálii (výhra 2:0) a v semifinále 27. srpna se Španělskem (porážka 2:3 po prodloužení).
Garay získal s argentinským mládežnickým výběrem do 20 let titul na Mistrovství světa U20 2005 konaném v Nizozemsku. Ve finále porazila Argentina Nigérii 2:1, v týmu zářil Lionel Messi.
Byl členem argentinského olympijského výběru do 23 let, který na LOH 2008 v Číně získal zlato po finálové výhře 1:0 nad Nigérií.

### A-mužstvo
Od roku 2007 je členem národního týmu Argentiny. Debutoval 22. srpna 2007 v přátelském utkání s domácím Norskem (prohra Argentiny 1:2). Odehrál celé střetnutí a obdržel žlutou kartu.
Byl členem argentinského kádru na domácím turnaji Copa América 2011, kde Argentina vypadla ve čtvrtfinále na penalty s pozdějším vítězem Uruguayí. Plnil však pouze roli náhradníka, nezasáhl ani do jednoho ze čtyř utkání Argentiny na turnaji.
Trenér Alejandro Sabella ho nominoval na Mistrovství světa 2014 v Brazílii. S týmem postoupil až do finále proti Německu. V semifinále proti Nizozemsku došlo za stavu 0:0 na penalty, Garay svůj pokus proměnil. Ve finále Argentina prohrála 0:1 v prodloužení a získala stříbrné medaile.